# Trot
Trot, im Koreanischen Teuroteu (auch Seongingayo, deutsch „Musik für Erwachsene“, auch vulgär als Ppongjjak bezeichnet), ist die älteste Form populärer Musik auf der Koreanischen Halbinsel. Dieser Musikstil entwickelte sich in der Zeit, als Korea ein Teil des Japanischen Kaiserreichs war (1910–1945).
Trot entwickelte sich aus dem japanischen Musikgenre Enka. Masao Koga, einer der ersten Enka-Komponisten, verwendete Fox trot und Slow trot für verschiedene Enka-Rhythmen. Die Bezeichnung „Trot“ leitete sich dahingehend wahrscheinlich vom Standardtanz Foxtrott ab, dessen Grundrhythmus die Musik prägte.
Die bedeutendsten Interpreten des Genres sind unter anderen die südkoreanischen Sänger Tae Jin-ah, Song Daw-gwan, Lee Mi-ja, Na Hun-a, Cho Yong-pil, Ju Hyeon-mi. Auch Rocksänger Cho Yong-pil war Vertreter dieses Genres.
Die Beliebtheit von Trot nahm in den 1990ern stark ab, vor allem durch den Mega-Hit „Hayeoga“ von Seo Taiji and Boys. Danach beherrschte Dancepop die Musikszene Südkoreas, der als K-Pop bald auch internationale Aufmerksamkeit erhielt.
Dieser Musikstil erfuhr eine Wiederbelebung in Sachen Beliebtheit durch das Auftreten von „Semi-Trot-Sängerinnen“ wie z. B. Jang Yoon-jeong (kor. 장윤정), die großen Erfolg mit ihrer ersten Single „어머나!“ (Eomeona!, Omona!; ein Ausruf wie Oh mein Gott!). Dies führte dazu, dass auch ältere Trot-Musiker mehr Aufmerksamkeit bekamen und dass andere Sänger und Gruppen dem Genre ein Comeback bescherten, wie Super Junior-T, Epik High und Daesung von Big Bang.